# 铰接客车

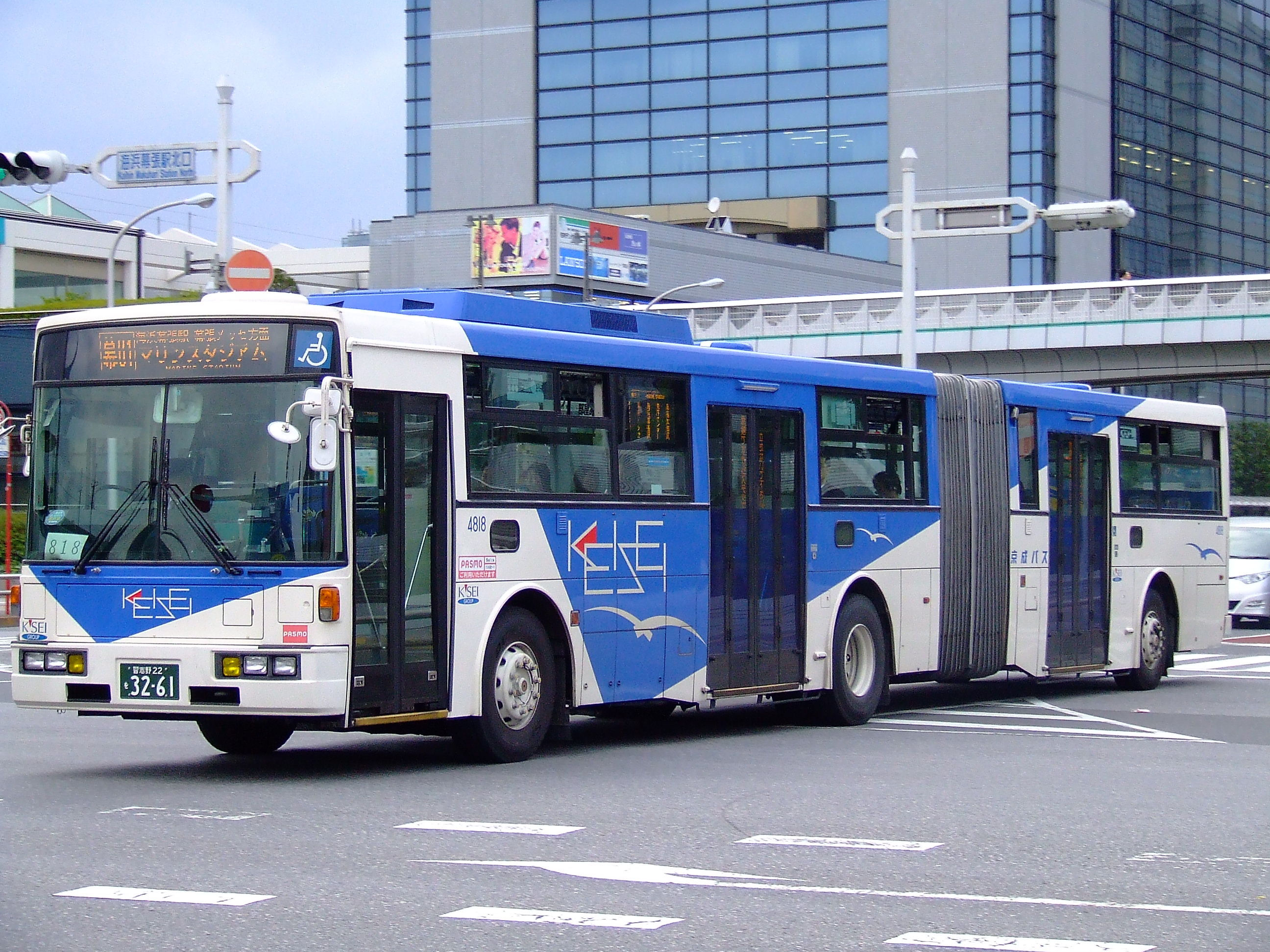
於日本千葉縣行駛的富豪B10M

雙節公車（英語：Articulated bus）是指單一車體由兩個車廂連結在一起的公共汽車，也稱連節公車、連結公車、通道车、巨龍車。它的車廂通常由一個外部以保護波紋管封閉的樞軸接頭（關節）連接，構成較大的車廂內部空間，因此載客量更高（94-120），而且可維持相當程度的機動性。
雙節公車通常用於公車捷運系統，全車長度約18公尺（59 英尺），而一般公車的長度約為11至14公尺（36至46英尺）。雙節公車的常見佈置是具有一個帶有兩個車軸的前半部，及一個帶有單車軸的後半部，驅動軸安裝在前半部或後半部。一些雙節公車在最後面的車軸上有一個轉向裝置，與前轉向軸反向略微旋轉，使車輛能夠通過更狹窄的彎道，類似於在城市環境中常見的掛接式雲梯消防車。雙節公車的進階版是三節公車，它擁有兩個掛載車廂，容量約為200人，長度約為25公尺（82英尺），幾乎只用於高容量、高頻度的主幹路線和公車捷運系統。

## 历史

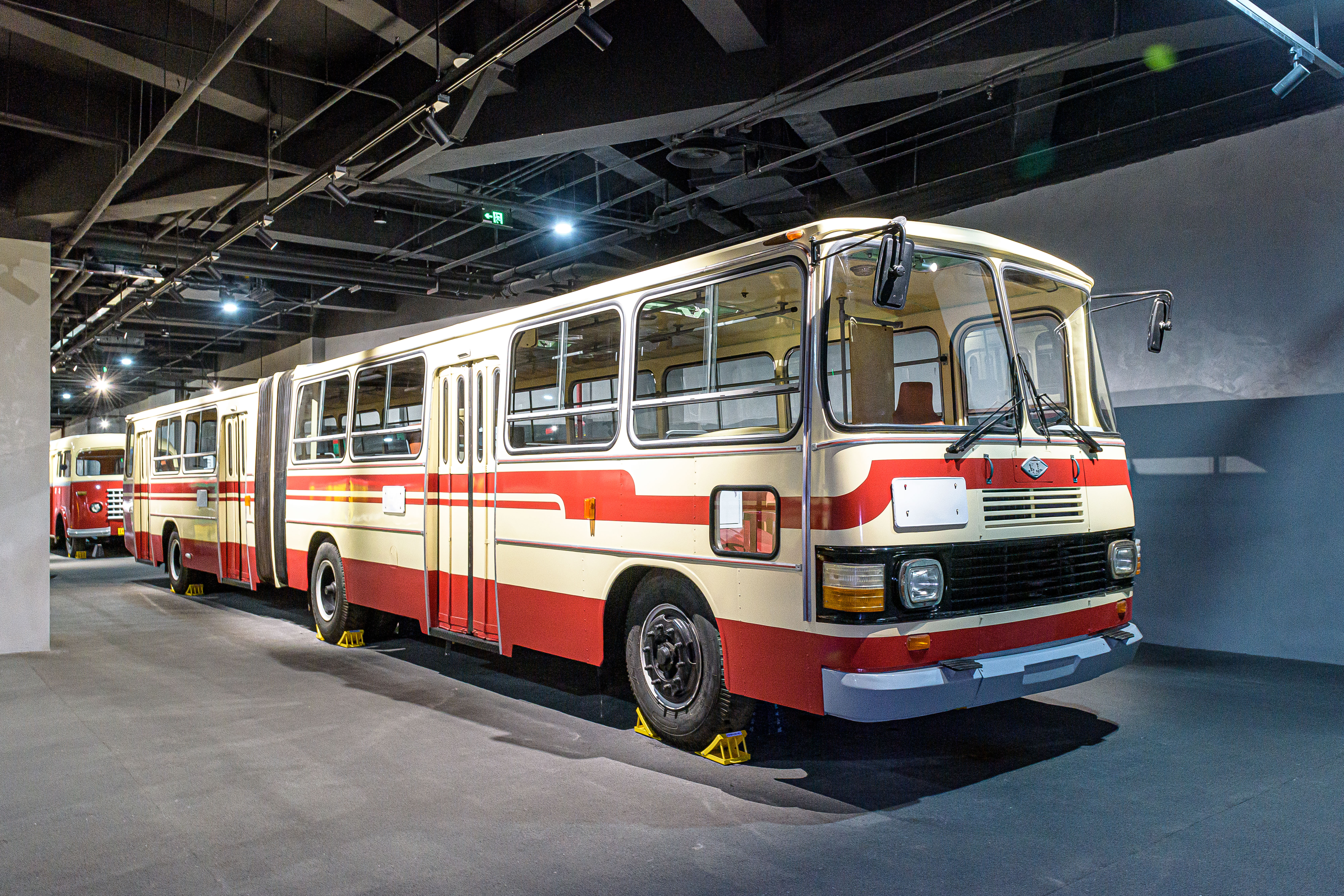
中国早期铰接客车采用基于载货汽车开发的底盘，如图中车辆采用的底盘便衍生自济南汽车制造总厂基于斯柯达706RT开发的JN150型货车

铰接客车早在20世纪20年代就在欧洲出现，30年代开始在美国出现。1938年，美国Twin Coach试制了一辆47英尺（14）长、58座铰接客车“Super Twin”，但该型车的铰接方向为纵向，供上下坡使用，而非后来常见的横向铰接车。1940年，意大利伊索塔·弗拉西尼制出TS40型铰接无轨电车。第二次世界大战结束后，德国、意大利、匈牙利等国均开始着手开发铰接客车，美国实业家亨利·約翰·凱薩的凯萨汽车也于1946年制出第一辆铰接公路客车。1958年9月，上海电车厂试制出中国第一辆铰接无轨电车，车身长16.5米，宽2.60米，高3.05米。1960年代，铰链式柴油公交车開始在上海街頭行駛，最多時铰链式柴油公交车达5,000辆。
随着铰接客车的量产，早期在单机客车后加挂拖车的现象也开始减少:178，部分地区甚至开始立法禁止拖车载客，如西德1960年7月1日起在道路交通许可规范中实施的禁止拖车载客条款。此后铰接客车演化出前置发动机中桥驱动、中置发动机中桥驱动、后置发动机后桥驱动、后置发动机中桥驱动等构型。1975年，首辆后置后驱铰接客车在德国研制成功，1977年首款量产型后置后驱铰接客车梅赛德斯-奔驰O305G投产。
2005年，上海公交124路的铰接柴油客车退役，上海街頭一度停駛铰接柴油客车。2008年，上海公交85路再度引進铰接柴油客车。2020年8月25日，上海公交85路的铰接客車全部停運，上海淘汰所有的铰接柴油客车。

## 優缺點
雙節公車的好處是當行走一些路程短、客量高而且沒有轉彎的路線時，可接載更多乘客，同時也可免卻乘客在雙層巴士上上、下樓梯的麻煩，而其靈活性又不比普通單層巴士甚至雙層巴士遜色多少。
在城市運營的某些情況下（例如在狹窄街道和急轉彎的地區），雙節公車可能比傳統公車發生更多的事故。據估計，倫敦的雙節／三節公車涉及行人的事故發生率是所有其他公車的五倍以上，涉及自行車騎士的事故發生率則高出兩倍以上。在雙節/三節公車約佔倫敦公車車隊5%的時期，它們涉及所有與公車相關的死亡人數的20%，這些統計數據最終導致它們被替換掉。然而，這些安全統計數據可能部分存在偏差，因為這類公車大都用在城市最擁擠地區的最繁忙路線上，拿來與所有的公車相比較，才會使得它們看起來比一般的公車更差。

## 类型
铰接客车可分为前拉式和后推式。后推式铰接车均为后桥驱动，发动机位于车后部，采用液压铰接盘，这有助于低地板铰接客车的制造。
多数前拉式铰接客车的发动机位于前桥和中桥之间的地板下方，仅中桥为驱动桥。这一设计将车厢地板的高度约束为最低750（30英寸），车厢内噪音问题较大，但成本较低，适用于狭窄或崎岖的道路。也有一些铰接客车的发动机置于车辆前部，此类前置发动机铰接客车一般使用基于载重汽车总成（如斯柯达706系列或斯太尔91）开发的底盘，但前悬部分难以安排车门，不利于实行无人售票。

## 應用
部分國家和地區沒有引進或生產此類巴士，如香港因地形環境因素未曽引進使用此類公車。中國的上海及廣東省部分城市在1980年代至90年代末時铰接客车在當時的公共運輸領域十分普及，2000年後逐漸消失。
台灣在2013年由臺中快捷巴士股份有限公司首次引進雙節公車，在2014年中上路營運。澳門在2017年由澳門新福利公共汽車有限公司首次引進雙節公車，在2018年上路營運。

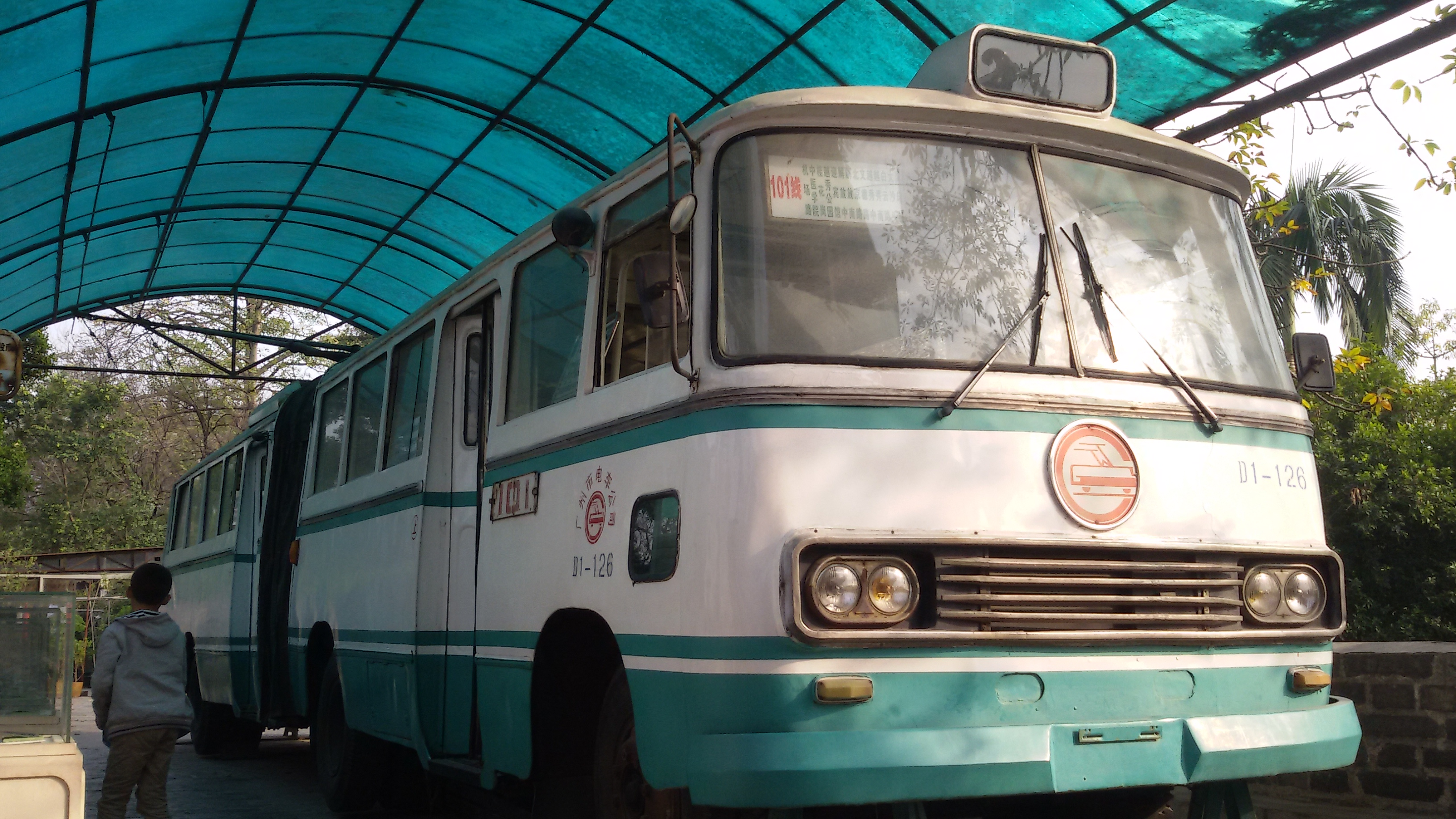
广州曾经使用过的带导电杆的铰接电动客车（也就是铰接无轨电车）
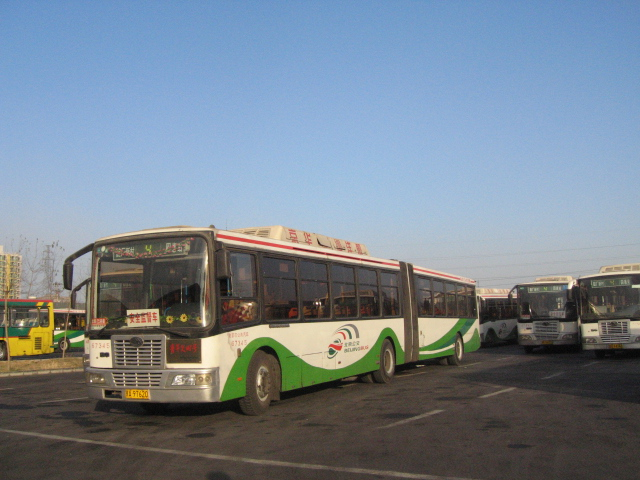
前置发动机的京华BK6180CNGA
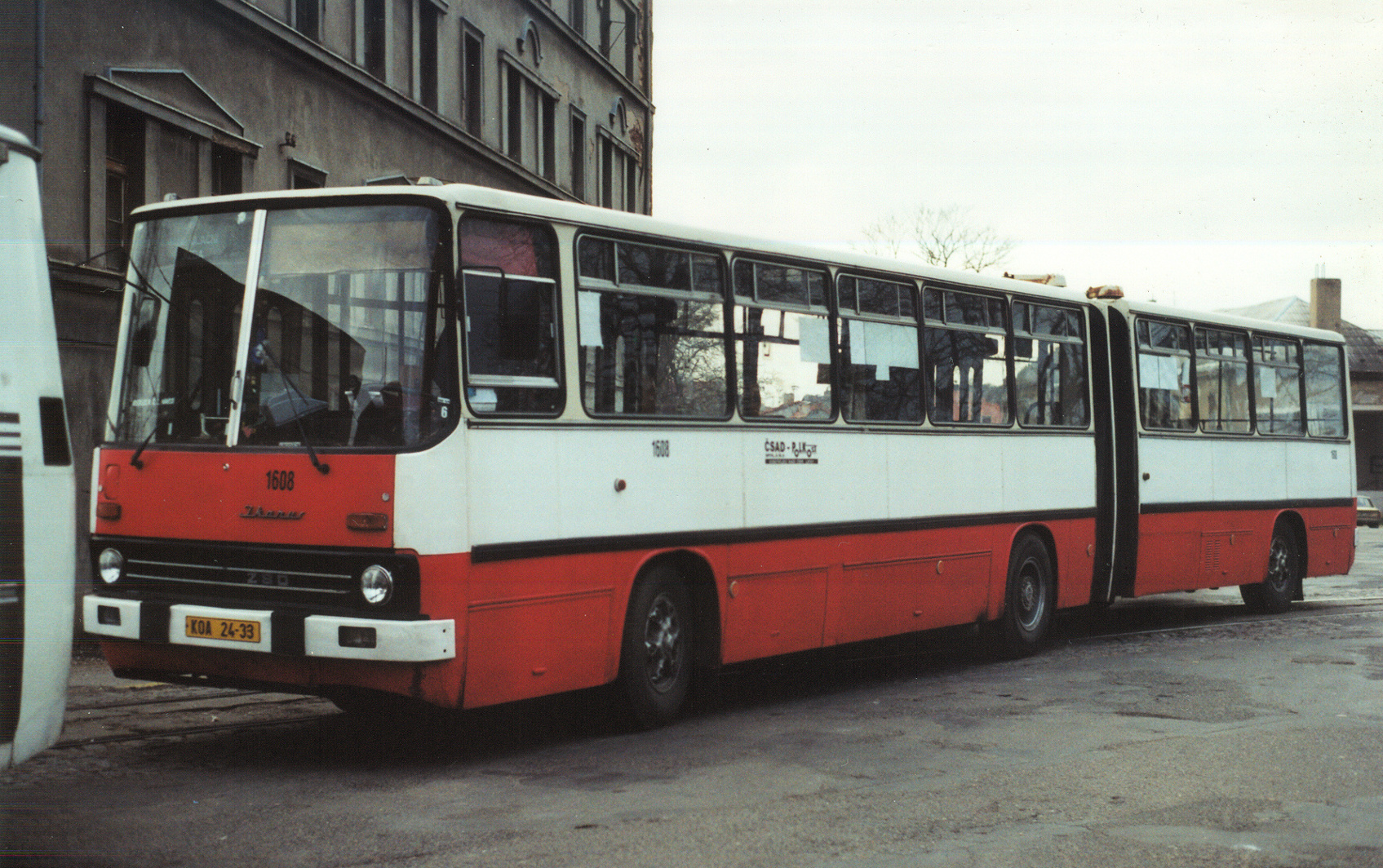
中置发动机的伊凯洛斯280，车内地板高度920毫米
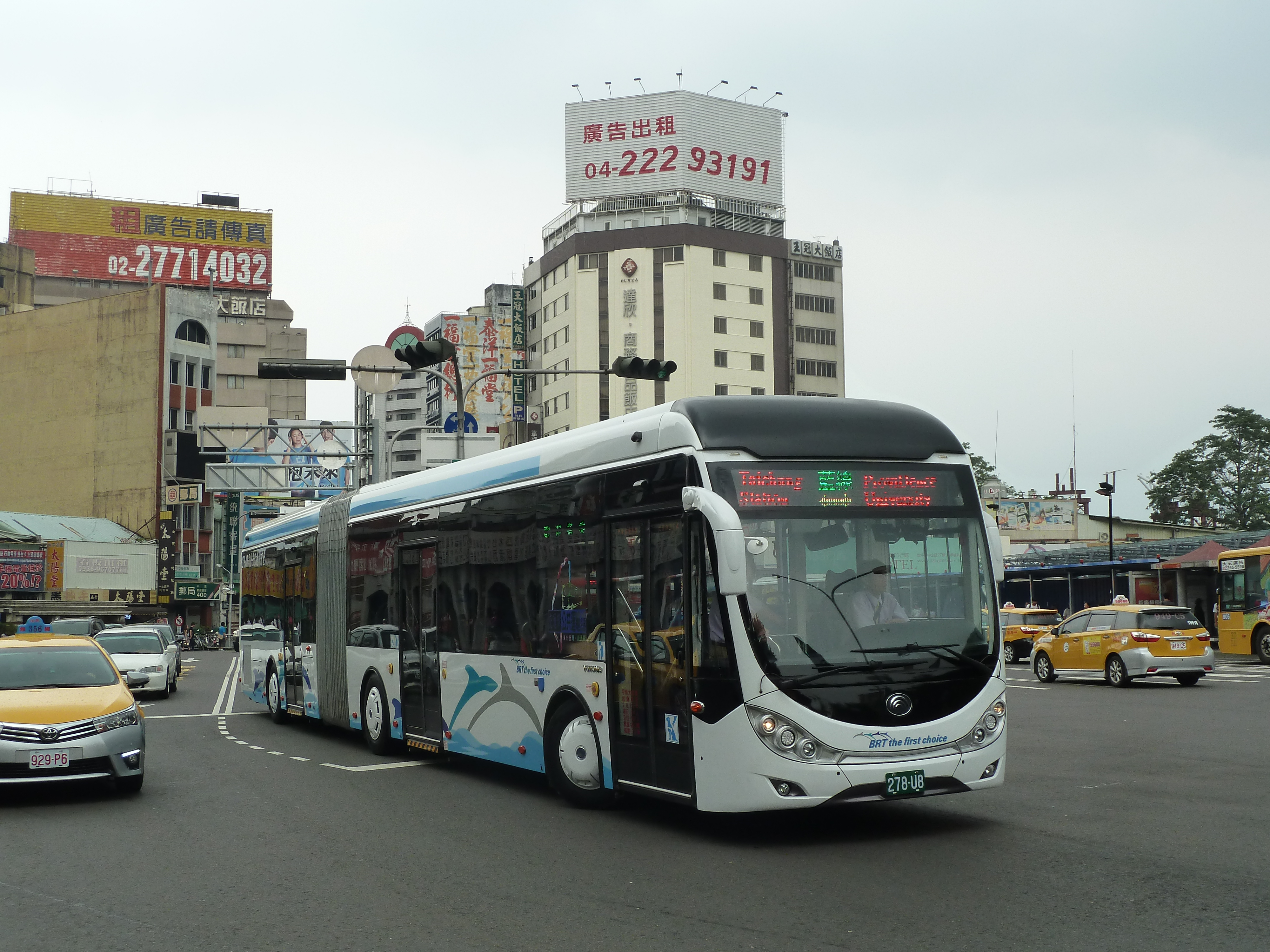
后置发动机的宇通ZK6180HG（臺灣臺中市公車300路及309路的使用車輛）
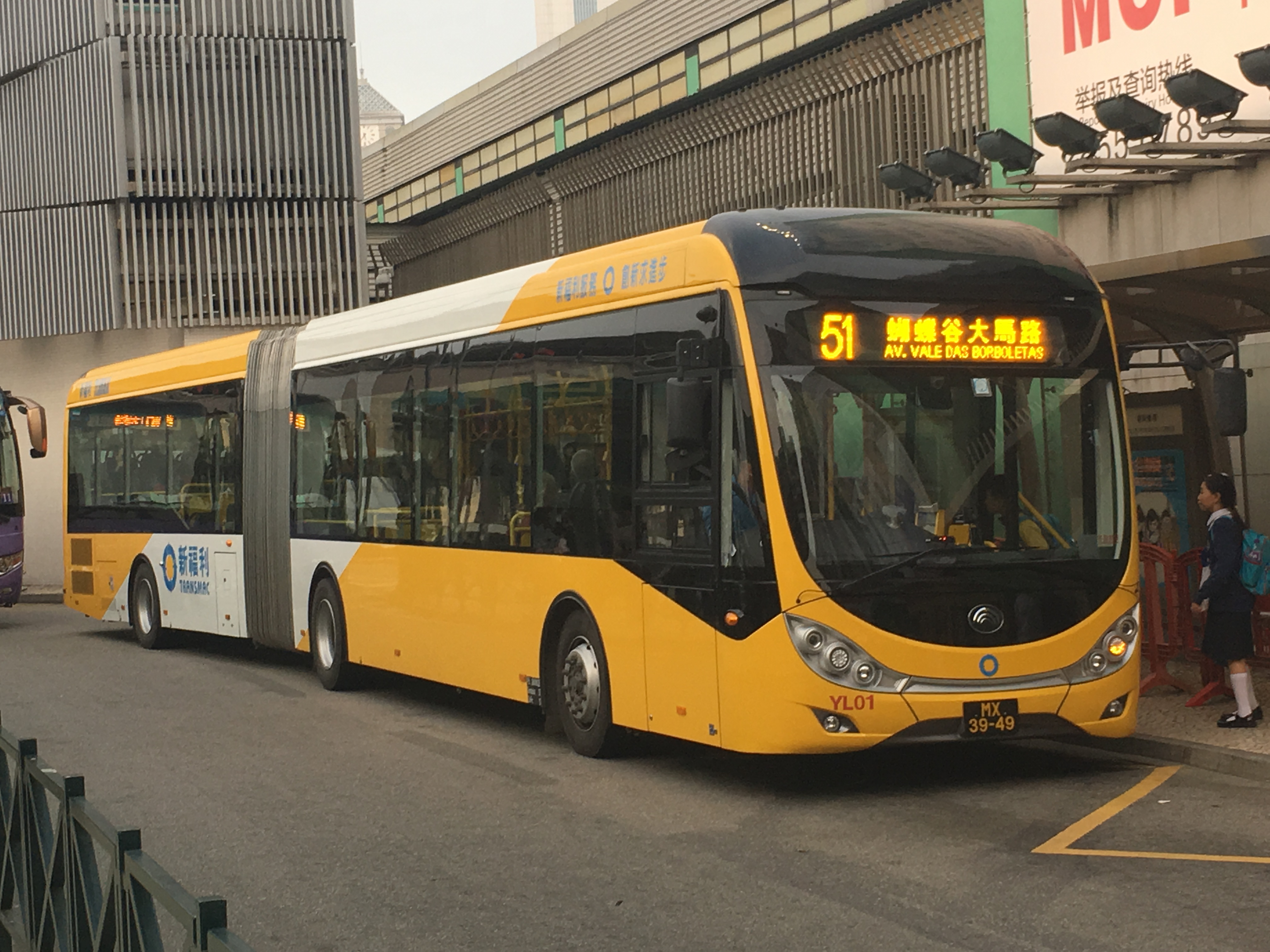
澳門新福利掛接巴士

## 外部連結
- （页面存档备份，存于）
- 沃尔沃推出全球最长公共汽车 可容纳300名乘客（页面存档备份，存于）